# Черкащина. Універсальна енциклопедія
«Черкащина. Універсальна енциклопедія» — перша універсальна енциклопедія українською мовою, яка висвітлює економічне, соціальне і духовне життя Черкаської області, її міст і сіл, річок і історичних пам'яток. Автор-упорядник книги — член Спілки письменників України Віктор Жадько.
Енциклопедія налічує 1104 сторінки, в ній подано 3525 статей (крім історії кожного села та міста) і 3500 світлин про кожний населений пункт; 187 малюнків (із них — 50 авторства Т. Шевченка). Серед 124 кольорових тематичних вкладок — «Богдан Хмельницький», «Портретна Шевченкіана», «Ватажки», «Козаки», «Природа кожного району» тощо.
Цитовані джерела вказано після кожної статті та в кінці видання. Видання розраховано на фахівців та широке коло читачів.

## Вихідні дані
«Черкащина. Універсальна енциклопедія». Документально-публіцистичне наукове фотоілюстративне історичне видання / Автор-упорядник Віктор Жадько. — К.: ВПК «Експрес-Поліграф», 2010. — 1104 с.; іл.
Енциклопедія дає цілісний образ Черкащини в подіях, інституціях, установах, поняттях тощо й охоплює період від XV до початку XXI століття.
Енциклопедія містить історико-документальні довідки про події, відомих людей, історію населених пунктів, пам'ятки культури, заклади освіти, культури та мистецтв і багато іншого. Автор-упорядник: В. О. Жадько — лауреат черкаської обласної краєзнавчої премії імені Михайла Максимовича
У книзі, зокрема, містяться нові матеріали про Богдана Хмельницького, Тараса Шевченка і їх оточення, козаків і гайдамаків, гетьманів, про отаманів Холодного Яру, героїчних земляків часів Громадянської і Другої світової воєн. У книзі є відомості про відомих осіб упродовж всього історичного часу: від перших відомостей про заснування і розвиток краю до сьогодні. Значна увага в енциклопедії відводиться природним ресурсам, природокористуванню, охороні довкілля.
Черкащина представлена в книзі через її села й міста, річки та історичні пам'ятки. Досі чимало впорядкованого ним матеріалу не друкувалося, і це робить видання унікальним.

## Упорядник
Віктор Олексійович Жадько — професор; заслужений працівник освіти України, академік АН ВО України; завідувач кафедрою журналістики Національного педагогічного університету імені М. П. Драгоманова, доктор філософських наук, Член Національних Спілок — журналістів, письменників і краєзнавців.
Віктор Жадько підготував це видання внаслідок десятирічного збирання матеріалів на основі та з використанням архівного, наукового, художньо-документального, історичного та публіцистичного фактажу, авторство матеріалів в енциклопедії засвідчено після кожної статті; упорядник відвідав 800 сіл області, де збирав матеріал та фотографував історичні пам'ятки. Окрім того в енциклопедії вміщено 157 малюнків різних аматорів пензля, з них -50, Т. Шевченка.

## Висунення на Державну премію
Національна спілка краєзнавців України висунула цю працю на здобуття Державної премії України в галузі науки і техніки, але книга не пройшла конкурсного відбору.

## Плагіат
Видання й упорядник згодом були піддані критиці через підробку рецензій, перекручування фактів і плагіат. 31 березня 2011 року газета «Слово Просвіти» опублікувала статтю Івана Дзюби «Віктор Жадько: Одинак, який тягне плуга історії». У листі до редакції від 18 травня 2011 року Іван Дзюба заперечив своє авторство, вказавши, що «що такої статті ніколи не писав». 26 травня 2011 цього листа та відповідь головного редактора було опубліковано. Редакція перепрошувала «за публікацію недостовірного матеріалу» та наводила текст листа-звернення за підписами Вадима Мицика, заслуженого працівника культури України, директора Тальнівського районного музею історії хліборобства, Володимира Хоменка, краєзнавця, історика, члена НСЖУ, Олега Шатайла, старшого наукового співробітника Тальнівського районного музею історії хліборобства, члена Національної спілки краєзнавців України, щодо роботи В. Жадька:
|  | (…) енциклопедія не стала самодостатньою працею. Так, вона дає довідки про історію, людей Черкащини, але це зразок сканованої творчості, компіляції і, що найнеприємніше, — плагіату, помилок, спотворень і перекручень. В. Жадьку ніхто не давав права передруковувати слово в слово у своїй книжці чиїсь довідки, статті, відкидаючи авторів, навіть не згадуючи їх. Джерело він називає, а авторів — ні. На титулі книжки 26 кеглем виведено прізвище автора — Віктор Жадько. Маємо справу із справжнісіньким плагіатом, але зі своєрідним підходом |

Рецензія на енциклопедію «Чужеє оддавав в печать» була опублікована у газеті «Літературна Україна» (№ 15(5394) від 14 квітня 2011 р., с. 12). Там також вказувалося на низку помилок автора-упорядника, які зауважив ще Мар'ян Сущенко у своїй рецензії на енциклопедію від 10 березня 2011 року.